# Utricularia mannii
Utricularia mannii este o specie de plante carnivore din genul Utricularia, familia Lentibulariaceae, ordinul Lamiales, descrisă de Oliver. Conform Catalogue of Life specia Utricularia mannii nu are subspecii cunoscute.